# Latisana
Latisana (friülà Tisane) és un municipi italià, dins de la província d'Udine, a la regió de la Bassa Friülana. L'any 2007 tenia 13.448 habitants. Limita amb els municipis de Lignano Sabbiadoro, Marano Lagunare, Palazzolo dello Stella, Precenicco, Ronchis i San Michele al Tagliamento (VE).

## Administració
| Període | Identitat     | Partit      |
| ------- | ------------- | ----------- |
| 2004-   | Micaela Sette | Centredreta |